# (5850) Masaharu
(5850) Masaharu es un asteroide perteneciente al cinturón de asteroides, región del sistema solar que se encuentra entre las órbitas de Marte y Júpiter, descubierto el 8 de diciembre de 1990 por Kin Endate y el también astrónomo Kazuro Watanabe desde el Observatorio de Kitami, Hokkaidō, Japón.

## Designación y nombre
Designado provisionalmente como 1990 XM. Fue nombrado Masaharu en homenaje a Masaharu Suzuki, responsable de la División de Producción de Programas del Planetario en el Laboratorio Óptico Gotoh. También es conocido por producir películas de gran formato de 70 mm.

## Características orbitales
Masaharu está situado a una distancia media del Sol de 2,162 ua, pudiendo alejarse hasta 2,537 ua y acercarse hasta 1,787 ua. Su excentricidad es 0,173 y la inclinación orbital 2,348 grados. Emplea 1161,83 días en completar una órbita alrededor del Sol.

## Características físicas
La magnitud absoluta de Masaharu es 14,2. Tiene 3,342 km de diámetro y su albedo se estima en 0,334. 